# Strigula muscicola
Strigula muscicola är en lavart som beskrevs av F. Berger, Coppins, Cl. Roux & Sérus. Strigula muscicola ingår i släktet Strigula och familjen Strigulaceae.   Inga underarter finns listade i Catalogue of Life.